# Form (filosofi)
Form är i filosofin en central term inom många system och har använts på ett flertal olika sätt under filosofins historia, bland annat som översättning av Platons och Aristoteles eidos (grekiska: εἶδος) respektive morfe (grekiska: μορφή) för att beteckna motsatsen till materia.
Kant använde ibland "form" synonymt med "kategori" i betydelsen "ordnad princip för kunskapsvinnande". Inom den systematiska logiken talar man om en sats logiska form eller struktur i motsats till dess innehåll eller betydelse.
Form (latin: forma) betecknar som estetisk term ett konstverks yttre gestalt, dess linjer, färg, ljus, skuggor etcetera. Formen brukar nämnas som motsats till konstverkets innehåll, dess idé, stämning med mera, av vilket formen dock är beroende.